# روبن كلاين
روبن كلاين (بالإنجليزية: Robin Klein)‏ هي كاتبة للأطفال وكاتِبة أسترالية، ولدت في 28 فبراير 1936.

## وصلات خارجية
- روبن كلاين على موقع IMDb (الإنجليزية)
- روبن كلاين على موقع قاعدة بيانات الفيلم (الإنجليزية)